# Grande Prêmio da Grã-Bretanha de 1964
Resultados do Grande Prêmio da Grã-Bretanha de Fórmula 1 realizado em Brands Hatch em 11 de julho de 1964. Quinta etapa da temporada, vencido pelo britânico Jim Clark, da Lotus-Climax.

## Classificação da prova
| Pos. | Nº | Piloto              | Construtor     | Voltas | Tempo/Diferença | Grid | Pontos |
| ---- | -- | ------------------- | -------------- | ------ | --------------- | ---- | ------ |
| 1    | 1  | Jim Clark           | Lotus-Climax   | 80     | 2:15:07.0       | 1    | 9      |
| 2    | 3  | Graham Hill         | BRM            | 80     | + 2.8           | 2    | 6      |
| 3    | 7  | John Surtees        | Ferrari        | 80     | + 1:20.6        | 5    | 4      |
| 4    | 5  | Jack Brabham        | Brabham-Climax | 79     | + 1 volta       | 4    | 3      |
| 5    | 8  | Lorenzo Bandini     | Ferrari        | 78     | + 2 voltas      | 8    | 2      |
| 6    | 10 | Phil Hill           | Cooper-Climax  | 78     | + 2 voltas      | 15   | 1      |
| 7    | 19 | Bob Anderson        | Brabham-Climax | 78     | + 2 voltas      | 7    |        |
| 8    | 4  | Richie Ginther      | BRM            | 77     | + 3 voltas      | 14   |        |
| 9    | 2  | Mike Spence         | Lotus-Climax   | 77     | + 3 voltas      | 13   |        |
| 10   | 11 | Innes Ireland       | BRP-BRM        | 77     | + 3 voltas      | 10   |        |
| 11   | 20 | Jo Siffert          | Brabham-BRM    | 76     | + 4 voltas      | 16   |        |
| 12   | 18 | Giancarlo Baghetti  | BRM            | 76     | + 4 voltas      | 21   |        |
| 13   | 6  | Dan Gurney          | Brabham-Climax | 75     | + 5 voltas      | 3    |        |
| 14   | 22 | John Taylor         | Cooper-Ford    | 56     | + 24 voltas     | 20   |        |
| Ret  | 16 | Jo Bonnier          | Brabham-BRM    | 46     | Freios          | 9    |        |
| Ret  | 24 | Peter Revson        | Lotus-BRM      | 43     | Diferencial     | 22   |        |
| Ret  | 23 | Ian Raby            | Brabham-BRM    | 37     | Eixo traseiro   | 17   |        |
| Ret  | 17 | Tony Maggs          | BRM            | 37     | Câmbio          | 23   |        |
| Ret  | 12 | Trevor Taylor       | Lotus-BRM      | 23     | Indisposto      | 18   |        |
| Ret  | 14 | Mike Hailwood       | Lotus-BRM      | 16     | Tubo de óleo    | 12   |        |
| Ret  | 15 | Chris Amon          | Lotus-BRM      | 9      | Embreagem       | 11   |        |
| Ret  | 9  | Bruce McLaren       | Cooper-Climax  | 7      | Câmbio          | 6    |        |
| Ret  | 26 | Frank Gardner       | Brabham-Ford   | 0      | Acidente        | 19   |        |
| DNS  | 21 | Richard Attwood     | BRM            |        | Retirou-se      |      |        |
| DNQ  | 25 | Maurice Trintignant | BRM            |        |                 |      |        |

## Tabela do campeonato após a corrida
|   | Pos. | Piloto         | Pontos |
| - | ---- | -------------- | ------ |
|   | 1    | Jim Clark      | 30     |
|   | 2    | Graham Hill    | 26     |
|   | 3    | Richie Ginther | 11     |
|   | 4    | Peter Arundell | 11     |
| 1 | 5    | Jack Brabham   | 11     |

|   | Pos. | Construtor     | Pontos |
| - | ---- | -------------- | ------ |
|   | 1    | Lotus-Climax   | 34     |
|   | 2    | BRM            | 27     |
|   | 3    | Brabham-Climax | 17     |
| 1 | 4    | Ferrari        | 10     |
| 1 | 5    | Cooper-Climax  | 10     |

- Nota: Somente as primeiras cinco posições estão listadas. Apenas os seis melhores resultados, dentre pilotos ou equipes, eram computados visando o título. Neste ponto esclarecemos: na tabela dos construtores figurava somente o melhor colocado dentre os carros de um time.